# Уваров Олександр Георгійович
Уваров Олександр Георгійович (*22 грудня 1913, Зайцево, Мещовський повіт Калузької губернії (нині Мещовський район Калузької області РРФСР) — †лютий 1994, Одеса) — радянський поет.

## Життєпис
Після закінчення школи отримав освіту в Мещовському педагогічному училищі.
У 1934 р. переїхав до УСРР та працював піонервожатим у школі в Одесі.
З 1936 по 1940 рр. вчився у Миколаївському педагогічному інституті.
Навчався у Літературному інституті імені Горького.
Учасник німецько-радянської війни. Нагороджений медалями.
Член КПРС, член СП СРСР з 1948 р.
Автор багатьох збірок 
- «Шумят платаны» ((рос.), 1945),
- «Огни на Буге» (1949),
- «Весенний смотр» (1954),
- «Реют буревестники» (1957),
- «На океанской волне» (1960),
- «Откровение» (1963),
- «Жажда океана» (1967),
- «Серебрянная память» (1970),
- «Широты» (1973),
- «Крылья» (1982),
- «Стихи» (1984),
- «Остров тревог» (1989).

Перекладач (російською) творів Т. Шевченка, І. Франка, Лесі Українки, М. Рильського, В. Сосюри, Є. Бандуренка.
Перекладався українською (Б. Степанюк), болгарською (Т. Йорданов), угорською мовами.
1983 року нагороджений Грамотою Президії Верховної Ради УРСР.

## Вірші про Одещину
- Станция Затишье (збірки «Весенний смотр», «На океанской волне», «Откровение», «Широты», «Стихи»; Літ. Одеса. — 1952. — № 7.)
- Старая крепость (Аккерман; збірка «Откровение»; Знамя коммунизма. — 1963. — 27 янв.)
- Огни на Буге (В Прибужье, На Буге, Буг, «Сколько зря у излучин, у скал…») (Савранська ГЕС; збірки «Огни на Буге», «Весенний смотр», «На океанской волне», «Откровение», «Широты», «Стихи»)
- Саврань, поема (збірки «Откровение», «Широты», «Стихи»; Знамя коммунизма. — 1962. — 28 янв.; Чорномор. комуна. — 1963. — 2 квіт.; Сіл. новини — Саврань, 1987. — 12 верес.)

Також низка віршів присвячених Одесі, Миколаєву, Ольвії, П'ятигорську і т. ін.